# Sylvanas Windrunner
Lady Sylvanas Windrunner er en fiktiv figur fra World of Warcraft universet. Sylvanas var af en fremstående familie af højelverne, familien boede i Windrunner tårnet i Quel'thalas skove. Sylvanas blev medlem af skytterne, hun blev forfremmet til General-skytte af Silvermoon, leder af højelvernes militær. Da hun døde, blev hun forvandlet til en udød Banshee under Arthas Menethils kommando. Hun løsrev sig fra The Scourge, og blev senere hen leder for hendes helt egen selvstændige nation af udøde, som hun kaldte Forsaken. 